# Shalom Auslander
Pour les articles homonymes, voir Auslander.
Shalom Auslander, né en 1970 à Monsey (État de New York), est un écrivain et essayiste américain. Issu d'une famille de juifs ultra-orthodoxes hassidiques du comté de Rockland, dont il s’extrait et s’émancipe de l’héritage culturel, ses écrits sont remarquables par le point de vue qu'il assume, particulièrement critique envers le judaïsme et la culture juive,.
Il a fréquemment été comparé à David Sedaris,.

## Œuvres traduites en français
- La Lamentation du prépuce (Foreskin's Lament: A Memoir, 2007), trad. de Bernard Cohen, Paris, éd. Belfond, coll. « Littérature étrangère », 2008, 305 p.  (ISBN 978-2-7144-4430-1)[5].
- Attention Dieu méchant (Beware of God, 2006), trad. de Bernard Cohen, Paris, éd. Belfond, coll. « Littérature étrangère », 2009, 157 p.  (ISBN 978-2-7144-4443-1)[6].
- L’Espoir, cette tragédie (Hope: A Tragedy, 2012), trad. de Bernard Cohen, Paris, éd. Belfond, coll. « Littérature étrangère », 2013, 350 p.  (ISBN 978-2-7144-5302-0)[7].
- Maman pour le dîner (Mother for Dinner: A Novel, 2020), trad. de Catherine Gibert, Paris, éd. Belfond, 2022, 244 p.  (ISBN 9782714495051).